# Conservatorio di Bagdad
Il Conservatorio di Bagdad è un istituto musicale iracheno. Fu fondato da Hanna Petros a Baghdad nel 1936.